# Ivy Levan
Ivy Rose Levan (Tulsa, 20 gennaio 1987) è una cantautrice e attrice statunitense.
La sua carriera di attrice è iniziata nel 2010, ma il suo ruolo più noto è arrivato nel 2016 con il film TV The Rocky Horror Picture Show. La sua carriera musicale è iniziata invece nel 2013, portando alla pubblicazione del suo album di debutto No Good nell'agosto 2015.

## Biografia
Nata in Oklahoma e cresciuta in Arkansas, la Levan si è trasferita a Los Angeles insieme a sua madre all'età di 16 anni per cercare di farsi un nome nel mondo della musica. Il cognome le è stato ereditato dal padre J Daniel LeVan, figura rilevante nel panorama rock americano degli anni '70, ma assente nella vita della figlia. In numerose interviste Ivy Levan dichiara di essersi ribellata con tutte le sue forze allo stile musicale di una nuova "Celine Dion" che la sua etichetta musicale aveva inizialmente pensato per lei, cercando di imporre il proprio originale stile che la critica definirà "swamp hop", ovvero un misto tra doo-wop, pop, soul e vintage rock, eseguito in modo molto teatrale e con una vena noir. Dopo un debutto attoriale avvenuto nel 2010 in un remake della commedia nera Bella Da Morire, Ivy Levan firma un contratto con la Interscope Records e la Cherrytree Records e pubblica il suo EP di debutto Introducing The Dame nel 2013 da cui ottengono un moderato successo i singoli "Hot Damn" e "Money". La pubblicazione viene notata dalla rivista Billboard, che incorona la Levan come "best new sound" del periodo, e più in generale riceve un ottimo responso dalla critica. Seguono varie apparizioni televisive, inclusi cameo in varie serie TV in qualità di cantante e la sua primissima performance televisiva, avvenuta il 2 febbraio 2014 durante il daily show di David Letterman.
Dopo aver aperto i concerti dei Fitz & The Tantrums, Ivy pubblica un secondo EP in stile natalizio intitolato Frostbitten il 6 gennaio 2015; questa seconda pubblicazione è distribuita soltanto dalla Cherrytree. Alcuni giorni dopo, Ivy Levan pubblica il brano "Biscuit" in qualità di primo singolo estratto dal suo album di debutto, preceduto dal singolo promozionale "The Dame Says": i singoli ricevono recensioni molto positive da parte della critica professionista. L'album No Good viene pubblicato il 7 agosto 2015 via Cherrytree Records e debutta alla #15 nella classifica Billboard per artisti emergenti: il progetto include collaborazioni con Diplo e Sting, e proprio la collaborazione con quest'ultimo Killing You fa da secondo singolo ufficiale al disco. Nei mesi successivi, Ivy pubblica il brano inedito Who Can You Trust per la colonna sonora del film Spy.
Nel 2016, Ivy Levan ottiene un ruolo in un remake televisivo del grande classico The Rocky Horror Picture Show, ottenendo una discreta notorietà in USA nei panni del personaggio di Usherette ed interpretando anche vari brani per la colonna sonora dell'opera. Successivamente, la cantante firma un contratto con la BMG e pubblica i singoli Her, When I Get Home e Alive tra 2018 e 2019. Sempre nel 2019, Ivy pubblica il suo terzo EP Fucc It.
Nel corso della sua carriera la Levan ha rilasciato duetti anche con Diplo e Adam Lambert.
Nella prima fase della sua carriera era solita chiamare i suoi fans "damepires" ("vampiri della dama"). Questo nomignolo è stato abbandonato dopo che la cantante ha lasciato la Cherrytree per passare alla BMG.

## Stile e Influenze
Nel corso della sua carriera, Ivy Levan ha citato i seguenti artisti come sue principali influenze musicali: Tina Turner, Mariah Carey, Madonna, Ray Charles, Beyoncé, Ol' Dirty Bastard, Slayer. La critica ha spesso paragonato la sua vocalità a quelle di cantanti molto note come Christina Aguilera, Lady Gaga ed Amy Winehouse.

## Discografia

### Album
- 2015 - No Good

### EP
- 2013 - Introducing The Dame
- 2015 - Frostbitten
- 2019 - Fucc It